# Бобков Іван Васильович
Іван Васильович Бобков (лютий 1907, село Желудьово Рязанської губернії, тепер Рязанської області, Російська Федерація — ?) — радянський державний діяч, голова Рязанського облвиконкому. Депутат Верховної ради Російської РФСР 4—5-го скликань.

## Життєпис
Народився в селянській родині. Закінчив Пісоченський сільськогосподарський технікум.
До 1929 року — головний агроном колгоспу Єрмішинського району Московської області.
З 1929 до 1930 року служив у Червоній армії.
У 1930—1937 роках працював агрономом.
Член ВКП(б) з 1936 року.
У 1937—1941 роках — старший агроном Управління агротехніки та механізації Рязанського обласного земельного відділу.
У 1941—1943 роках — контролер, заступник уповноваженого Комісії партійного контролю при ЦК ВКП(б) по Рязанській області.
У 1943—1953 роках — завідувач сільськогосподарського відділу Рязанського обласного комітету ВКП(б).
У 1953 — 16 березня 1954 року — 1-й заступник голови виконавчого комітету Рязанської обласної ради депутатів трудящих.
16 березня 1954 — 26 січня 1961 року — голова виконавчого комітету Рязанської обласної ради депутатів трудящих. Був знятий з посади через т.зв. «рязанську справу».

## Нагороди та відзнаки
- орден Леніна (.02.1957)
- орден Трудового Червоного Прапора (.12.1959)
- медалі